# Saison 1 des Mystères de l'Ouest
Cet article présente le guide des épisodes de la première saison de la série télévisée américaine Les Mystères de l'Ouest (The Wild Wild West).

## Fiche technique
- Pays : États-Unis
- Production : Columbia Broadcasting System (CBS)
- Scénariste : Michael Garrison (créateur)
- Département musique : 
  - Richard Markowitz : Compositeur du thème musical[1]
  - Bob Bain : Guitare[1]
- Direction artistique : 
  - Albert Heschong (Sauf les épisodes "16" à "19")
  - Raymond Beal (Épisodes "16" à "19")
- Décorateur de plateau : Ray Molyneaux[2](Sauf l'épisode "1")
- Distribution des rôles : James Lister
- Maquillage :
- Costumes :
- Image : Ted Voigtlander (Sauf l'épisode "1")
- Langue : Anglais
- Format : Noir et Blanc / 1,33 : 1 / Mono
- Durée :
- Lieux de tournage : CBS Studio Center - 4024 Radford Avenue, Studio City, Los Angeles, California, États-Unis

## Personnages principaux
- Robert Conrad (VF : Jacques Thébault) : James T. West
- Ross Martin (VF : Roger Rudel) : Artemus Gordon

## Épisodes

### Épisode 1:La Nuit des ténèbres
- Titre original :  The Night of the Inferno
- Numéro(s) : 1 (1-01)
- Réalisateur : Richard C. Sarafian
- Scénariste(s) : Gilbert Ralston (écriture)
- Producteur(s) :  Michael Garrison
- Musique : Richard Markowitz (orchestration)
- Montage : Grant K. Smith[3]
- Image : Frank V. Phillips
- Casting : James Lister
- Diffusion(s) : 
  -  États-Unis : 17 septembre 1965 sur CBS
  -  France : 9 avril 1967 sur la 2e chaîne de l'ORTF
- Invité(s) : Suzanne Pleshette (Lydia Monteran), Victor Buono (Juan Manolo), Nehemiah Persoff (Le général Andreas Cassinello), James Gregory (Le président Ulysses S. Grant), Tom Reese (Le conducteur), Walter Woolf King (Le colonel Kelly Shear), Alberto Morin (Le majordome), Clint Ritchie (Le lieutenant), Phil Chambers (Le chef de train), Warren Parker (L'ingénieur), Bebe Louie (Mei Mei)
- Résumé : James T. West, agent secret, est convoqué à Washington pour se voir confier une mission par le président Grant en personne. Sous l'identité d'un riche homme d'affaires de la côte Est, possédant son propre train, il doit rejoindre le Texas pour traquer et mettre fin aux agissements du général Juan Manolo, qui projette de prendre le contrôle de la région. Il est rejoint sur place par un autre agent secret, Artemus Gordon, expert en déguisements.

### Épisode 2:La Nuit du lit qui tue
- Titre original : The Night of the Deadly Bed
- Numéro(s) : 2 (1-02)
- Réalisateur : William Witney
- Scénariste(s) : George W. Schenck et William Marks (écriture)
- Producteur(s) :  Fred Freiberger et Richard H. Landau (associé)
- Musique : Robert Drasnin (orchestration)
- Montage : Grant K. Smith
- Diffusion(s) : 
  -  États-Unis : 24 septembre 1965
  -  France :
- Invité(s) : J.D. Cannon (Flory), Barbara Luna (Gatita), Danica d'Hondt (Roxanne), Don Diamond (Le barman), Anna Shin (Marguerita)
- Résumé : James West et Artemus Gordon sont avertis par leur contact au Mexique que d'importantes quantités de charbon sont déplacées jusqu'à une petite ville près de la frontière. Leur informateur pense qu'il y a un risque pour la sécurité des États-Unis, mais il est tué avant de pouvoir en savoir plus. Ils vont donc enquêter et découvrir que le bâtiment d'une mission abandonnée cache la base d'opérations d'un étrange personnage qui se prend pour Napoléon et qui projette des destructions à grande échelle.

### Épisode 3:La Nuit de la terreur
- Titre original : The Night of the Wizard Shook the Earth
- Numéro(s) : 3 (1-03)
- Réalisateur : Bernard L. Kowalski
- Scénariste(s) : John Kneubuhl (écriture)
- Producteur(s) :  Fred Freiberger et Richard H. Landau (associé)
- Musique : Robert Drasnin (orchestration)
- Montage : Alan Jaggs[4]
- Diffusion(s) : 
  -  États-Unis : 1er octobre 1965
  -  France : 16 avril 1967 ORTF 2
- Invité(s) : Michael Dunn (Le docteur Miguelito Loveless), Leslie Parrish (Greta Lundquist), Harry Bartell (Le professeur Neilsen), Phoebe Dorin (Antoinette), Richard Kiel (Voltaire), William Mims (en) (Le gouverneur de Californie), Sigrid Valdis (Miss Piecemeal), Dan Vadis (L'homme de main barbu)
- Résumé : James West et Artemus Gordon sont confrontés pour la première fois au génie du mal, le docteur Miguelito Loveless, inventeur mégalomane qui veut renverser le gouverneur de Californie car la région lui reviendrait de droit.

### Épisode 4:La Nuit de la mort subite
- Titre original : The Night of Sudden Death
- Numéro(s) : 4 (1-04)
- Réalisateur : William Witney
- Scénariste(s) : Oliver Crawford (écriture)
- Producteur(s) :  Fred Freiberger et Richard H. Landau (associé)
- Musique : Richard Markowitz (orchestration)
- Montage : Robert B. Warwick Jr.[5]
- Diffusion(s) : 
  -  États-Unis : 8 octobre 1965
  -  France :
- Invité(s) : Robert Loggia (Warren Trevor), Antoinette Bower (Janet Coburn), Sandy Kenyon (Hugo), Julie Payne (Corinne Foxx), Joel Fluellen (Le chef Vonoma), Harlan Warde (Foxx), Elisa Ingram (Cosette).
- Résumé : l'hôtel des monnaies de Carson City est cambriolé, et les plaques d'impression qui y étaient entreposées sont volées et remplacées par des copies de qualité inférieure. Menant l'enquête, et après plusieurs tentatives d’assassinat contre leurs personnes, James et Artemus portent leurs soupçons sur Warren Trevor, propriétaire de cirque et chasseur de gros gibier, qui projette d'acheter en Afrique un immense terrain de chasse.

### Épisode 5:La Nuit du tueur désinvolte
- Titre original : Night of the Casual Killer
- Numéro(s) : 5 (1-05)
- Réalisateur : Don Taylor
- Scénariste(s) : Bob Barbash (écriture)
- Producteur(s) :  Collier Young et Bruce Fowler Jr. (associé)
- Musique : Robert Drasnin (orchestration)
- Montage : Robert B. Warwick Jr.
- Diffusion(s) : 
  -  États-Unis : 15 octobre 1965
  -  France :
- Invité(s) : John Dehner (John Maxwell Avery), Ruta Lee (Laurie Morgan), Charles Davis (Tennyson), Len Lesser (Mason), Mort Mills (Chuck Harper), Dub Taylor (Garde), Bill Williams (Marshal Kirby)…
- Résumé : West et Gordon sont chargés de mettre en état d'arrestation John Maxwell Avery, un politicien corrompu. Sous l'identité d'artistes itinérants, ils se rendent dans son repaire, une véritable forteresse imprenable située dans les montagnes.

### Épisode 6:La Nuit des mille yeux
- Titre original : The Night of a Thousand Eyes
- Numéro(s) : 6 (1-06)
- Réalisateur : Richard C. Sarafian
- Scénariste(s) : Preston Wood (écriture)
- Producteur(s) : Fred Freiberger et Richard H. Landau (associé)
- Musique : Richard Markowitz (orchestration)
- Montage : Grant K. Smith
- Diffusion(s) : 
  -  États-Unis : 22 octobre 1965
  -  France :
- Invité(s) : Jeff Corey (Capitaine Ansel Coffin), Diane McBain (Jennifer Wingate), Jeanne Vaughn (Glory), Don Kelly (Poavey), E.J. André (le propriétaire), Barney Phillips (Capitaine Tenney), Jack Searl (Le pilote), Linda Ho (Oriana), Janine Gray (Crystal), Celeste Yarnall (Mlle Devine)
- Résumé : West et Gordon enquêtent sur les agissement criminels du Capitaine Coffin, devenu aveugle à la suite d'un accident. Celui-ci, à la tête d'un groupe de bandits, s'attaque au trafic fluvial sur le Mississippi afin de se venger des autorités.

### Épisode 7:La Nuit du cadavre fluorescent
- Titre original : The Night of the Glowing Corpse
- Numéro(s) : 7 (1-07)
- Réalisateur : Irving J. Moore
- Scénariste(s) : Henry Sharp (scénario et histoire), Edmund Morris (histoire)
- Producteur(s) : Fred Freiberger et Richard H. Landau (associé)
- Musique : Richard Markowitz (orchestration)
- Montage : Alan Jaggs
- Diffusion(s) : 
  -  États-Unis : 29 octobre 1965
  -  France :
- Invité(s) : Kipp Hamilton (Cluny Ormont), Marion Thompson (Amelie Charlemont), Phillip Pine (Lt. Armand Renard), Oscar Beregi Jr. (Dr Jean Paul Ormont), Charles Horvath (Ironfoot), Ron Whelan (Consul-General Potez)…
- Résumé : Un nouveau produit radioactif, le "Franconium", mis au point par des ingénieurs français, est volé durant une conférence scientifique. West et Gordon sont chargés de le retrouver pour éviter de graves tensions diplomatiques entre la France et la Prusse.

### Épisode 8:La Nuit du bal fatal
- Titre original : The Night of the Dancing Death
- Numéro(s) : 8 (1-08)
- Réalisateur : Harvey Hart
- Scénariste(s) : William Tunberg et Fred Freiberger (écriture)
- Producteur(s) :  Fred Freiberger et Richard H. Landau (associé)
- Musique : Richard Markowitz (orchestration)
- Montage : Robert B. Warwick Jr.
- Diffusion(s) : 
  -  États-Unis : 5 novembre 1965
  -  France :
- Invité(s) : Mark Richman (Prince Gio), Ilze Taurins (Marianna), Arthur Batanides (Marius Ascoli), Booth Colman (Ambassadeur Xavier Perkins), Byron Morrow (Majordome), Wolfe Barzell (Landgrave), Lynn Carey (l'mposteur) et Françoise Ruggieri (Nola)…
- Résumé : La princesse d'Albanie est kidnappée par les membres d'une société secrète malgré la protection de West et Gordon. Ces derniers découvrent que l'instigateur de cet enlèvement est le prince Gio, le propre frère de la princesse.

### Épisode 9:La Nuit du couteau à double tranchant
- Titre original : The Night of the Double-Edged Knife
- Numéro(s) : 9 (1-09)
- Réalisateur : Don Taylor
- Scénariste(s) : Stephen Kandel (écriture)
- Producteur(s) : Collier Young et Bruce Fowler Jr. (associé)
- Musique : Richard Markowitz (orchestration)
- Montage : Grant K. Smith
- Diffusion(s) : 
  -  États-Unis : 12 novembre 1965
  -  France :
- Invité(s) : Leslie Nielsen (Major General Ball), Katharine Ross (Sheila Parnell), John Drew Barrymore (American Knife), Harry Townes (Penrose), Vaughn Taylor (Benjamin Adamson), Tyler McVey (Jack Parnell), Charles Davis (Tennyson), Arthur Space (Orrin Cobb), Harry Lauter (Farrell), Elisha Cook (Mike Mc greavy), Susan Silo (Little Willow)…
- Résumé : Des ouvriers travaillant à la construction d'une ligne de chemin de fer sont retrouvés morts. West et Gordon découvrent l'identité du responsable, le général à la retraite Ball. Il veut se venger de l'armée et former un état indépendant du Mexique.

### Épisode 10:La Nuit de la ville sans voix
- Titre original : The Night That Terror Stalked the Town
- Numéro(s) : 10 (1-10)
- Réalisateur : Alvin Ganzer
- Scénariste(s) : John Kneubuhl (scénario et histoire), Richard H. Landau (histoire)
- Producteur(s) : Fred Freiberger et Richard H. Landau (associé)
- Musique : Richard Markowitz (orchestration)
- Montage : Grant K. Smith
- Diffusion(s) : 
  -  États-Unis : 19 novembre 1965
  -  France :
- Invité(s) : Michael Dunn (Dr Miguelito Loveless), Richard Kiel (Voltaire), Jean Hale (Marie Pincher), Phoebe Dorin (Antoinette), Chuck O'Brien (Janus)…
- Résumé : West est enlevé et détenu dans une ville fantôme par le docteur Loveless. Ce dernier a créé un double parfait de son adversaire pour infiltrer les services secrets et s'emparer de la formule d'un dangereux explosif.

### Épisode 11:La Nuit du général Grimm
- Titre original : The Night of the Red-Eyed Madmen
- Numéro(s) : 11 (1-11)
- Réalisateur : Irving J. Moore
- Scénariste(s) : Stanford Whitmore (écriture)
- Producteur(s) : Fred Freiberger et Richard H. Landau (associé)
- Musique : Richard Markowitz (orchestration)
- Montage : Alan Jaggs
- Diffusion(s) : 
  -  États-Unis : 26 novembre 1965
  -  France :
- Invité(s) : Martin Landau (Général Grimm), Joan Huntington (Sergent Musk), Shary Marshall (Jenny), Ted Markland (Jack Talbot), Toian Matchinga (Lola Bracer), Gregg Martell (Otto), Marianna Case (Cloris), Nelson Olmsted (Sénateur Rawls), Don Rizzan (Trooper)…
- Résumé : West et Gordon découvrent que le général Grimm dirige une armée secrète dont l'académie est située dans le Névada. Il a l'intention de vaincre l'armée régulière américaine afin de prendre le pouvoir dans le sud des États-Unis.

### Épisode 12:La Nuit du détonateur humain
- Titre original : The Night of the Human Trigger
- Numéro(s) : 12 (1-12)
- Réalisateur : Jus Addiss
- Scénariste(s) : Norman Katkov (écriture)
- Producteur(s) : Fred Freiberger et Richard H. Landau (associé)
- Musique : Richard Markowitz (orchestration)
- Montage : Robert Sparr
- Diffusion(s) : 
  -  États-Unis : 3 décembre 1965
  -  France :
- Invité(s) : Burgess Meredith (Orkney Cadwallader), Kathie Browne (Faith Cadwallader), Gregg Palmer (Thaddeus), Robert Phillips (Sam), Michael Masters (Hercules), Virginia Sale (tante Martha), Lindsay Workman (Barman), Hank Patterson (Porter Richards), William Henry (Sheriff), Vernon Scott (Le clerc)…
- Résumé : Le géologue Cadwallader provoque artificiellement des tremblements de terre dévastateurs afin de dépeupler le Wyoming et d'en faire un territoire indépendant. West et Gordon doivent l'empêcher de réaliser son funeste plan.

### Épisode 13:La Nuit du musée maudit
- Titre original : The Night of the Torture Chamber
- Numéro(s) : 13 (1-13)
- Réalisateur : Alan Crosland Jr.
- Scénariste(s) : Philip Saltzman et Jason Wingreen (écriture)
- Producteur(s) : Fred Freiberger et Richard H. Landau (associé)
- Musique : Richard Markowitz (orchestration)
- Montage : Grant K. Smith
- Diffusion(s) : 
  -  États-Unis : 10 décembre 1965
  -  France :
- Invité(s) : Alfred Ryder (Professeur Horatio Bolt), Henry Beckman (Gouverneur Bradford), Viviane Ventura (Angelique Rosset), H.M. Wynant (Durand), Nadia Sanders (Helva), Sigrid Valdis (Miss Piecemeal)…
- Résumé : Le professeur Bolt veut rassembler dans son musée les œuvres d'art les plus précieuses au monde. Il remplace le gouverneur Bradford par un sosie dans le but de détourner les finances publiques.

### Épisode 14:La Nuit du phare hurlant
- Titre original : The Night of the Howling Light
- Numéro(s) : 14 (1-14)
- Réalisateur : Paul Wendkos
- Scénariste(s) : Henry Sharp (écriture)
- Producteur(s) : John Mantley, Leonard Katzman (associé), Philip Leacock (exécutif)
- Musique : Richard Markowitz (orchestration)
- Montage : Alan Jaggs
- Diffusion(s) : 
  -  États-Unis : 18 décembre 1965
  -  France :
- Invité(s) : Sam Wanamaker (Dr Arcularis), Scott Marlowe (Ahkeema), Ralph Moody (Ho-Tami), E.J. André (superintendent de l'hôpital), Ottola Nesmith (Maggie Lafarge), Don Kennedy (Hale), Robert Bice (Capitaine), Dan Riss (Officier de la Marine), Roy Barcroft (Sikes), Linda Marsh (Indra), Clancy Cooper (Joshua Trowbridge)…
- Résumé : Le docteur Arcularis, un scientifique mégalomane, fait subir à West un conditionnement hypnotique dans le but de le faire assassiner le chef Ho-Tami venu signer un traité de paix avec le gouverneur américain.

### Épisode 15:La Nuit fatale
- Titre original : The Night of the Fatal Trap
- Numéro(s) : 15 (1-15)
- Réalisateur : Richard Whorf
- Scénariste(s) : Robert V. Barron et Jack Marlowe (écriture)
- Producteur(s) : Collier Young, Bruce Fowler Jr. (associé)
- Musique : Richard Markowitz (orchestration)
- Montage : Alan Jaggs
- Diffusion(s) : 
  -  États-Unis : 24 décembre 1965
  -  France : ORTF 2 - 7 Mai 1967
- Invité(s) : Joanna Moore (Linda Medford), Ron Randell (Col. Francesco Vasquez), Charles Davis (Tennyson), Joseph Ruskin (Viper Black), Donald Briggs (Sheriff Cantrell), Rodolfo Hoyos Jr. (Sgt. Gomez), Walker Edmiston (Charlie), Paul Barselou (Bank Teller)…
- Résumé : Le colonel Velasquez, un bandit mexicain, pille des banques sur le territoire américain avant de se réfugier en toute impunité au Mexique. Afin de l'arrêter, West prend l'identité d'un hors-la-loi nommé Frank Slade.

### Épisode 16:La Nuit des automates
- Titre original : The Night of the Steel Assassin
- Numéro(s) : 16 (1-16)
- Réalisateur : Lee H. Katzin
- Scénariste(s) : Calvin Clements Jr.. Steve Fisher (histoire)
- Producteur(s) : John Mantley, Philip Leacock (exécutif) et Leonard Katzman (associé)
- Musique : Richard Markowitz (orchestration)
- Montage : Robert Sparr
- Diffusion(s) : 
  -  États-Unis : 7 janvier 1966
  -  France :
- Invité(s) : John Dehner (Torres), Sue Ane Langdon (Nina Gilbert), Arthur Malet (Dr Meyer), Allen Jaffe (Lopez), Sara Taft (Maria), John Pickard (R.L. Gilbert), S. John Launer (Maire), Phyllis Davis (Fille du saloon), Roy Engel (Président U. Grant)…
- Résumé : Gravement blessé durant la guerre de sécession, Torres, dont le corps est recouvert de plaques d'acier, veut se venger des officiers qu'il juge responsables de son état. West et Gordon découvrent que sa prochaine victime est le président Grant.

### Épisode 17:La Nuit où le dragon cria
- Titre original : The Night the Dragon Screamed
- Numéro(s) : 17 (1-17)
- Réalisateur : Irving J. Moore
- Scénariste(s) : Kevin DeCourcey (écriture)
- Producteur(s) : John Mantley, Philip Leacock (exécutif) et Leonard Katzman (associé)
- Musique : Harry Geller (orchestration)
- Montage : Grant K. Smith
- Diffusion(s) : 
  -  États-Unis : 14 janvier 1966
  -  France :
- Invité(s) : Pilar Seurat (Princess Ching Ling), Benson Fong (Mo Ti), Richard Loo (Wang Chung), Philip Ahn (Quong Chu), Beulah Quo (May Li), Nancy Hsueh (Tsu Hsi), Vince Eder (Lieutenant), Paul King (Oriental), Ben Wright (Colonel Clive Allenby-Smythe)…
- Résumé : West et Gordon affrontent un ancien officier britannique, le colonel Clive Allenby-Smythe, qui a l'intention d'enlever la princesse Ching Ling dans le but de prendre le pouvoir dans une province chinoise.

### Épisode 18:La Nuit orientale
- Titre original : The Night of the Grand Emir
- Numéro(s) : 18 (1-18)
- Réalisateur : Irving J. Moore
- Scénariste(s) : Donn Mullally (écriture)
- Producteur(s) : John Mantley, Philip Leacock (exécutif)) et Leonard Katzman (associé)
- Musique : Richard Markowitz (orchestration)
- Montage : Robert Sparr
- Diffusion(s) : 
  -  États-Unis : 21 janvier 1966
  -  France :
- Invité(s) : Don Francks (T. Wiggett Jones), Yvonne Craig (Ecstasy La Joie), Richard Jaeckel (Christopher Cable), James Lanphier (Dr Mohammed Bey), Tom Palmer (Willard Drapeau), Arthur Gould-Porter (George), Ralph Gary (Clay), Arlene Charles (Emid#1 girl), Phyllis Davis (Emid#2 Girl), Robert Middleton (Emir El Emid)…
- Résumé : West et Gordon sont chargés de protéger l'émir El Emid. Jones, qui préside un groupe d'assassins, veut utiliser celui-ci comme monnaie d'échange afin de s'octroyer une région du Moyen-Orient proche du canal de Suez.

### Épisode 19:La Nuit des esprits de feu
- Titre original : The Night of the Flaming Ghost
- Numéro(s) : 19 (1-19)
- Réalisateur : Lee H. Katzin
- Scénariste(s) : Robert Hamner et Preston Wood (écriture)
- Producteur(s) : John Mantley, Philip Leacock (exécutif) et Leonard Katzman (associé)
- Musique : Morton Stevens (supervision)
- Montage : Alan Jaggs
- Diffusion(s) : 
  -  États-Unis : 28 janvier 1966
  -  France :
- Invité(s) : John Doucette (John Obediah Brown), Lynn Loring (Carma Vasquez), Karen Sharpe (Barbara Bosley), Robert Ellenstein (Luis Vasquez), Harry Bartell (Will Glover)…
- Résumé : West et Gordon doivent affronter un nommé Jonh Obediah Brown qui ambitionne de prendre le contrôle d'une région tout entière en anéantissant les troupes américaines avec un lance-flammes de son invention.
- Anecdote : La charge de la cavalerie, à la fin de l'épisode, est probablement tirée du film de John Ford, Le Massacre de Fort Apache. On y reconnaît notamment l'acteur George O'Brien dans le rôle du capitaine Sam Collingwood à la tête de son escadron.

### Épisode 20:La Nuit de l'attentat
- Titre original : The Night of the Whirring Death
- Numéro(s) : 20 (1-20)
- Réalisateur : Mark Rydell
- Scénariste(s) : Jackson Gillis (scénario et histoire). Leigh Chapman (histoire)
- Producteur(s) : John Mantley, Philip Leacock (exécutif) et Leonard Katzman (associé)
- Musique : Morton Stevens (supervision)
- Montage : Grant K. Smith
- Diffusion(s) : 
  -  États-Unis : 18 février 1966
  -  France :
- Invité(s) : Michael Dunn (Dr Miguelito Loveless), Pamela Austin (Priscilla Ames), Norman Fell (Jeremiah Ratch), Richard Kiel (Voltaire), Jesse White (Gouverneur Lewis), Barbara Nichols (Bessie), Val Avery (John Crane), Phoebe Dorin (Antoinette), Jason Wingreen (Policier), Sam Flint (le clerc), Dick Reeves (Bailey), Chanin Hale (Flo), Elena Martone (hôtesse)
- Résumé : Le docteur Loveless veut prendre le contrôle de la Californie pour en faire une nation privée réservée aux enfants. Son plan consiste à détourner de l'argent de riches donateurs destiné au gouverneur et à assassiner ce dernier.

### Épisode 21:La Nuit du marionnettiste
- Titre original : The Night of the Puppeteer
- Numéro(s) : 21 (1-21)
- Réalisateur : Irving J. Moore
- Scénariste(s) : Henry Sharp (écriture)
- Producteur(s) : John Mantley, Philip Leacock (exécutif) et Leonard Katzman (associé)
- Musique : Dave Grusin (orchestration)
- Montage : Alan Jaggs
- Diffusion(s) : 
  -  États-Unis : 25 février 1966
  -  France :
- Invité(s) : Lloyd Bochner (Zachariah Skull), John Hoyt (Justice Vincent Chayne), Imelda de Martin (Vivid), Nelson Olmsted (Dr Lake), Sara Taft (Mrs. Chayne), Lennie Rogel (Sign Man), Janis Hansen (serveuse)…
- Résumé : Zachariah Skull cherche à se venger de certains juges de la Cour suprême l'ayant, selon lui, injustement condamné. West et Gordon se rendent dans son repaire souterrain peuplé d'étranges marionnettes grandeur nature.

### Épisode 22:La Nuit des barreaux de l'enfer
- Titre original : The Night of the Bars of Hell
- Numéro(s) : 22 (1-22)
- Réalisateur : Richard Donner
- Scénariste(s) : Robert Vincent Wright (écriture)
- Producteur(s) : Gene L. Coon, Michael Garrison (exécutif), Leonard Katzman (associé)
- Musique : Richard Markowitz (orchestration)
- Montage : Robert Sparr
- Diffusion(s) : 
  -  États-Unis : 4 mars 1966
  -  France :
- Invité(s) : Arthur O'Connell (Warden Theophilus Ragan), Indus Arthur (Jennifer McCoy), Paul Genge (Kross), Milton Parsons (The Executioner), Chet Stratton (Adams), Jenie Jackson (Kitten), Shawn Michael (Convict Painter), Elisha Cook (Gideon McCoy)…
- Résumé : Sous l'identité d'un inspecteur de prison, West découvre que le directeur d'un établissement pénitentiaire utilise à des fins criminelles certains détenus auxquels il accorde un traitement de faveur.

### Épisode 23:La Nuit du bison à deux pattes
- Titre original : The Night of the Two-Legged Buffalo
- Numéro(s) : 23 (1-23)
- Réalisateur : Edward Dein
- Scénariste(s) : John Kneubuhl (écriture)
- Producteur(s) : Gene L. Coon, Michael Garrison (exécutif) et Leonard Katzman (associé)
- Musique : Richard Markowitz (orchestration)
- Montage : Grant K. Smith
- Diffusion(s) : 
  -  États-Unis : 11 mars 1966
  -  France :
- Invité(s) : Dana Wynter (Lady Beatrice Marquand-Gaynesford), Nick Adams (Prince), Clint Ritchie (premier bandit), C. Lindsay Workman (manager), Robert Emhardt (Claude Duchamps), Paul Comi (Vittorio Pellagrini)…
- Résumé : West et Gordon doivent protéger le Prince des îles Coral des tentatives d'assassinat commanditées par Lady Beatrice… et découvrent avec stupéfaction que les deux sont en fait complices !

### Épisode 24:La Nuit des magiciens

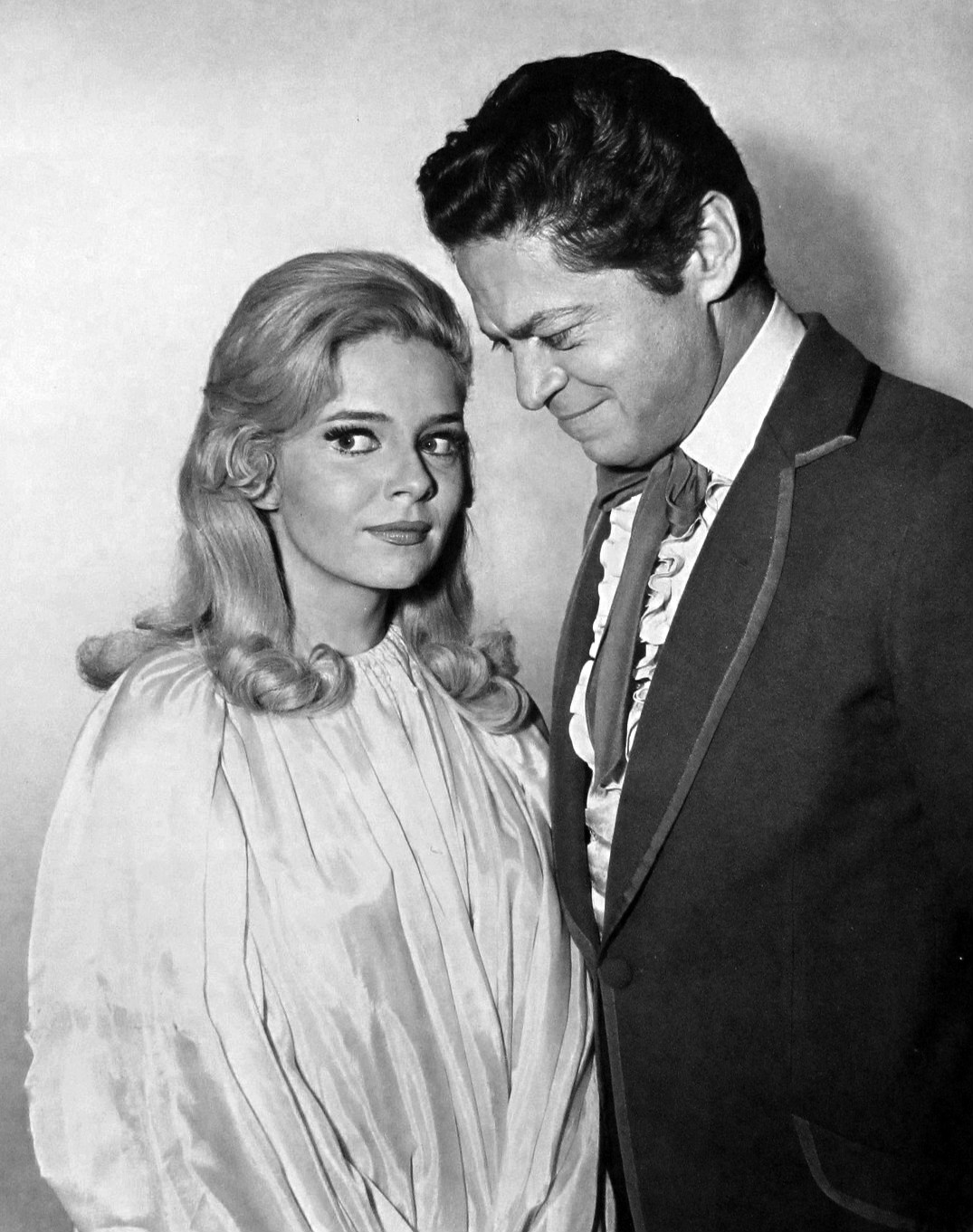
Ann Elder et Ross Martin

- Titre original : The Night of the Druid's Blood
- Numéro(s) : 24 (1-24)
- Réalisateur : Ralph Senensky
- Scénariste(s) : Henry Sharp (scénario) et Kevin DeCourcey (histoire)
- Producteur(s) : Gene L. Coon, Michael Garrison (exécutif) et Leonard Katzman (associé)
- Musique : Richard Markowitz (orchestration)
- Montage : Alan Jaggs
- Diffusion(s) : 
  -  États-Unis : 25 mars 1966
  -  France :
- Invité(s) : Don Rickles (Asmodeus), Ann Elder (Astarte), Rhys Williams (Dr Tristam), Simon Scott (Col. Fairchild), Bartlett Robinson (Sénateur Waterford), Don Beddoe (Professeur Robey), Sam Wade (Robert Perry), Susan Browning (Infirmière)…
- Résumé : De nombreux scientifiques meurent dans des circonstances étranges. Ils sont tous sous le charme d'une jeune femme, Astarté, complice d'un magicien à l'aspect satanique, Asmodeus.

### Épisode 25:La Nuit des conquistadors
- Titre original : The Night of the Freebooters
- Numéro(s) : 25 (1-25)
- Réalisateur : Edward Dein
- Scénariste(s) : Gene L. Coon
- Producteur(s) : Gene L. Coon, Michael Garrison (exécutif) et Leonard Katzman (associé)
- Musique : Richard Markowitz (orchestration)
- Montage : Robert Sparr
- Diffusion(s) : 
  -  États-Unis : 1er avril 1966
  -  France :
- Invité(s) : Keenan Wynn (Thorwald Wolfe), Maggie Thrett (Rita Leon), William Campbell (Sgt. Bender), James Gammon (Egan), Robert Matek (Oldfield), John Sterling (Worker), Andre Philippe (Enrique Leon), James Connell (Richard Henry)…
- Résumé : James West et Artemus Gordon doivent infiltrer la ferme de Thorald Wolfe. Celui-ci réunit une véritable armée et va utiliser un char d'assaut pour conquérir la ville de Mexico Baja.

### Épisode 26:La Nuit de l'élixir de diamant
- Titre original : The Night of the Burning Diamond
- Numéro(s) : 26 (1-26)
- Réalisateur : Irving J. Moore
- Scénariste(s) : Ken Kolb (écriture)
- Producteur(s) : Gene L. Coon, Michael Garrison (exécutif) et Leonard Katzman (associé)
- Musique : Richard Shores
- Montage : Grant K. Smith
- Diffusion(s) : 
  -  États-Unis : 8 avril 1966
  -  France :
- Invité(s) : Robert Drivas (Morgan Midas), Christiane Schmidtmer (Lucretia Ivronin), Dan Tobin (Thaddeus Baines), Vito Carbonara (Ministre Serbe), Calvin Brown (Clive), Whitey Hughes (Rudd)…
- Résumé : West et Gordon découvrent que les disparitions de bijoux sont causées par Morgan Midas, qui a inventé un élixir qui lui permet de se déplacer à une vitesse ultra rapide… et donc de devenir virtuellement invisible.

### Épisode 27:La Nuit du printemps meurtrier
- Titre original : The Night of the Murderous Spring
- Numéro(s) : 27 (1-27)
- Réalisateur : Richard Donner
- Scénariste(s) : John Kneubuhl (écriture)
- Producteur(s) : Gene L. Coon, Michael Garrison (exécutif), Leonard Katzman (associé)
- Musique : Morton Stevens (superviseur)
- Montage : Alan Jaggs
- Diffusion(s) : 
  -  États-Unis : 15 avril 1966
  -  France :
- Invité(s) : Michael Dunn (Dr Miguelito Loveless), Jenie Jackson(Kitten Twitty), Phoebe Dorin (Antoinette), Bill McLean (Hôtel Clerk), Leonard Falkowski (Deaf-Mute Attendant)  qui est le propre père de Robert Conrad, William Fawcett (homme)…
- Résumé : Jim devient fou : il voit le diabolique Dr Loveless partout, et va jusqu'à tuer Gordon ! C'est en fait une poudre, créée par Miguelito, qui est la cause de ses hallucinations.

### Épisode 28:La Nuit de la peste subite
- Titre original : The Night of the Sudden Plague
- Numéro(s) : 28 (1-28)
- Réalisateur : Irving J. Moore
- Scénariste(s) : Ken Kolb (écriture)
- Producteur(s) : Michael Garrison, Leonard Katzman (associé)
- Musique : Richard Markowitz
- Montage : Robert Sparr
- Diffusion(s) : 
  -  États-Unis : 22 avril 1965
  -  France :
- Invité(s) : Nobu McCarthy (Anna Kirby), H.M. Wynant (Coley Rodman), Robert Phillips (Lafe), Eddie Durkin (Frank Doyle), Harvey Levine (Hobson), Elliott Reid (Gouverneur Marcus Hawthorne), Theo Marcuse (Dr Vincent Kirby)…
- Résumé : West et Gordon arrivent dans la ville de Willow Springs qui a été entièrement dévalisée, et dont tous les habitants sont comme figés, sous l'emprise d'une drogue paralysante.